# Tricromacia
Tricromacia é a capacidade do animal de perceber três tonalidades distintas de cores: azul, verde e vermelho. Para que se tenha esta visão colorida, são necessárias múltiplas células sensoriais, que possibilitarão filtrar as diferentes intensidades do espectro luminoso. A presença de diferentes tipos de cones na retina dos animais permite a diferenciação no tipo de visão dos mesmos, sendo que os animais que possuem os três tipos de cones são considerados tricromatas.
A diferenciação da tricromacia em macacos e no homem é relativamente recente na escala evolutiva e alguns primatas ainda têm apenas um tipo de cone.